# Bayerischer Landtag
Der Bayerische Landtag ist das Landesparlament des Freistaates Bayern und eines seiner drei Verfassungsorgane. Bis 1999 gab es als zweite Kammer den Bayerischen Senat, seither verfügt Bayern über ein Einkammersystem.

## Verfassungsrechtliche Grundlagen

### Wahl
Die Bestimmungen zum Landtag sind im 2. Abschnitt der Bayerischen Verfassung geregelt. Von 1950 bis 1998 bestand der Landtag aus 204 Abgeordneten, seit 2003 werden mindestens 180 Abgeordnete gewählt. Durch Überhang- und Ausgleichsmandate kann diese Zahl steigen, so wurden bei der Wahl 2008 187 Abgeordnete gewählt, bei der Landtagswahl am 14. Oktober 2018 wurden 205 Volksvertreter gewählt.

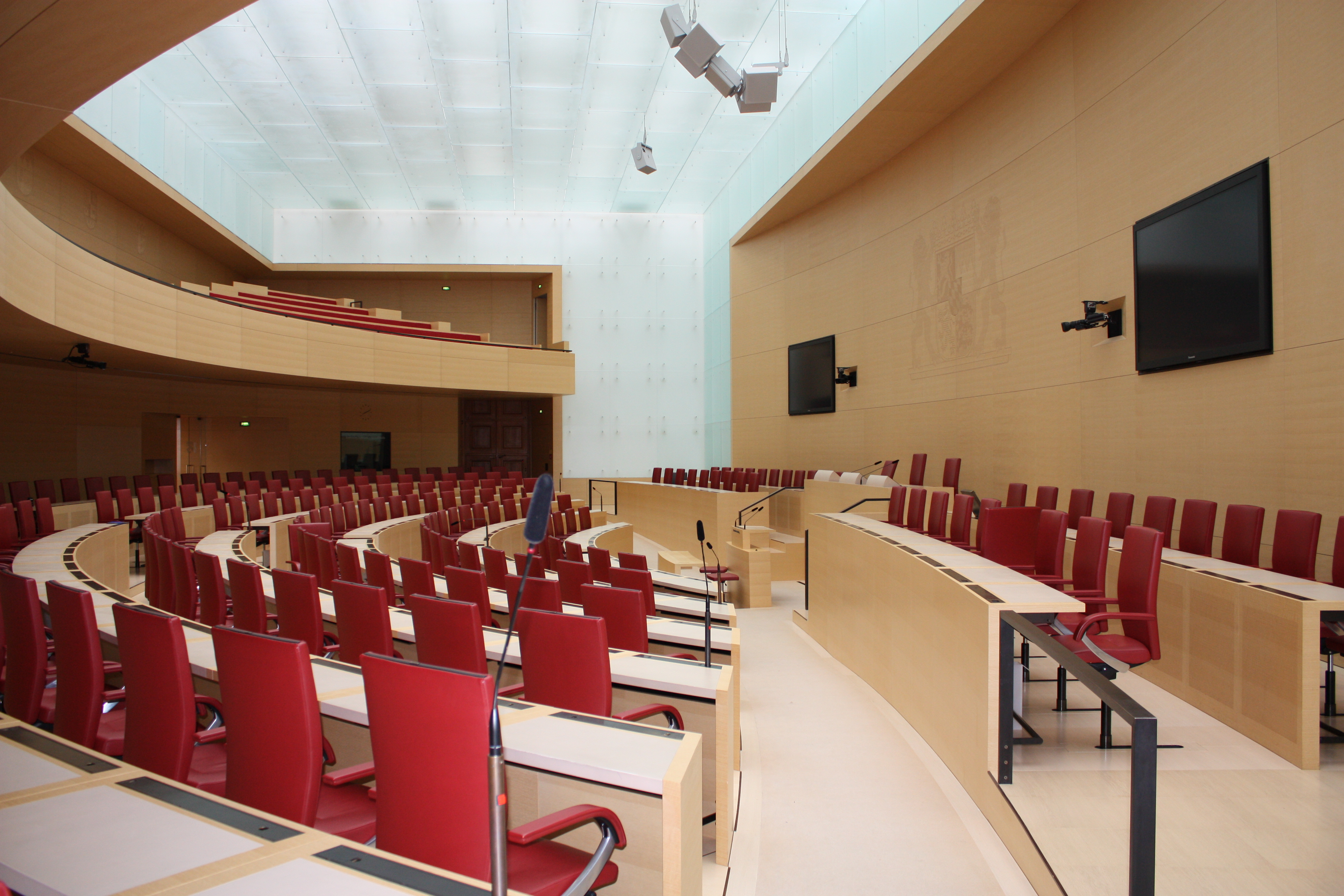
Das Plenum (neuer Plenarsaal)

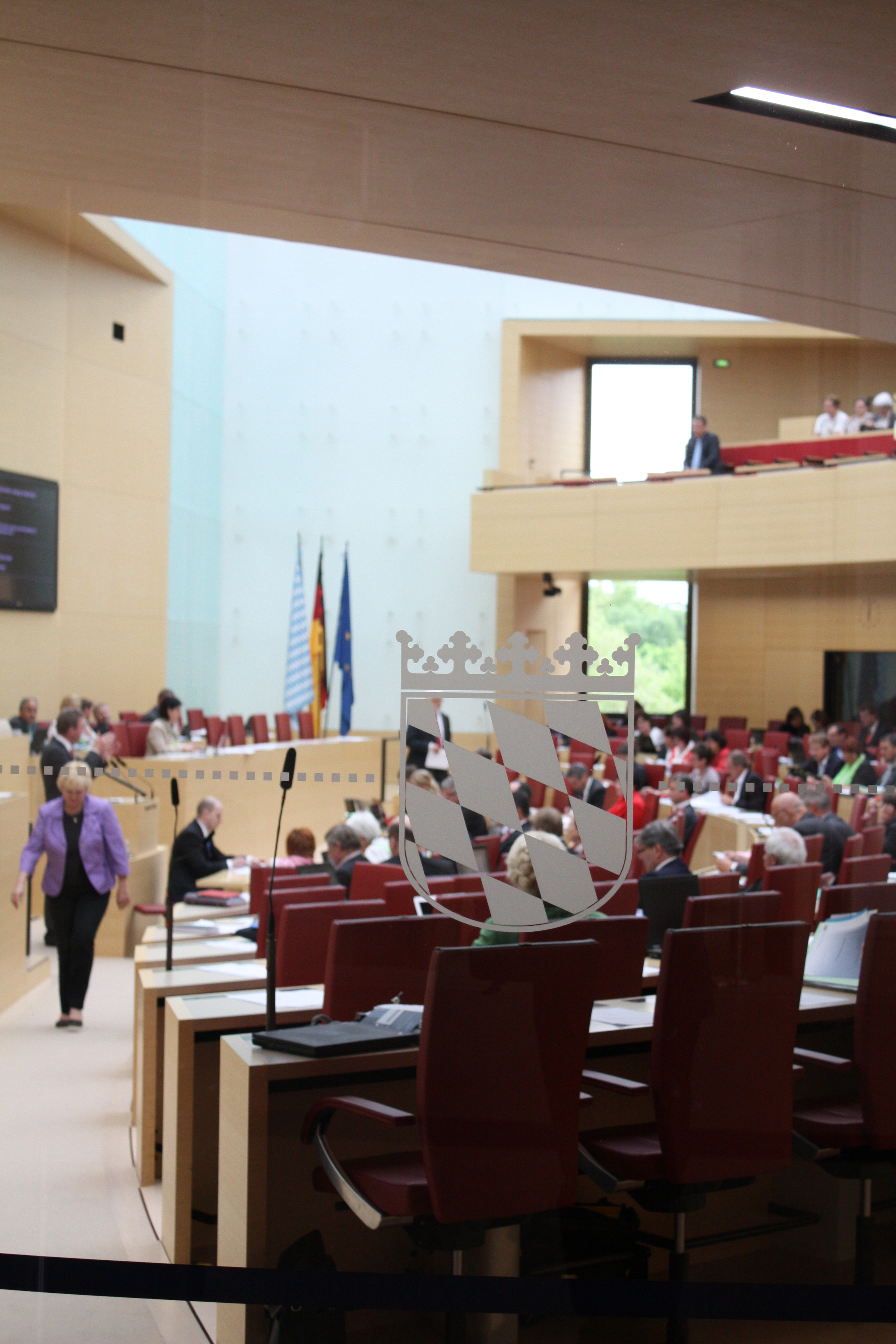
Sitzung im neuen Plenarsaal

Die Wahlen finden alle fünf Jahre (vor 1998: alle vier Jahre) statt und sind allgemein, frei, gleich, unmittelbar und geheim. Das Wahlsystem unterscheidet sich erheblich von dem anderer deutschen Bundesländer. Die Sitzverteilung findet innerhalb der sieben Wahlkreise statt, die den Regierungsbezirken entsprechen. Es gibt keine landesweiten Listen der Parteien. Bei der Zweitstimme gibt es Unterschiede zum Bundestagswahlrecht. Die Wähler können nicht nur eine Partei, sondern einen speziellen Kandidaten auf deren Liste ankreuzen und so die Abfolge der Listenkandidaten erheblich verändern. Außerdem bestimmen sich die Mehrheitsverhältnisse im Landtag nicht aus den Zweitstimmen alleine, sondern aus der Addition von Erst- und Zweitstimmen.
Die Wahlperiode endet vorzeitig, wenn der Landtag mit Mehrheit seiner Mitglieder seine Auflösung beschließt oder auf Antrag von einer Million Stimmberechtigten durch einen Volksentscheid abberufen wird. Dies ist noch nie geschehen.

### Aufgaben
Dem Landtag obliegt der Beschluss von Gesetzen und die Abstimmung über den Haushalt des Freistaates. Gesetze können durch Volksentscheid auch gegen den Willen der Landtagsmehrheit beschlossen werden. Der Landtag kann Verfassungsänderungen mit Zustimmung von zwei Dritteln seiner Mitglieder beschließen, worüber ein Volksentscheid stattfinden muss.
Er wählt den Bayerischen Ministerpräsidenten und bestätigt die Mitglieder der Bayerischen Staatsregierung.
Die Kontrolle der Staatsregierung übt er durch das Zitierungsrecht und die Möglichkeit zur Einsetzung von Untersuchungsausschüssen aus. Ein Misstrauensvotum ist in der Bayerischen Verfassung nicht vorgesehen, jedoch muss der Ministerpräsident zurücktreten, wenn eine vertrauensvolle Zusammenarbeit mit dem Landtag auf Grund politischer Verhältnisse nicht mehr möglich ist. Tut er das nicht, kann er vor dem Bayerischen Verfassungsgerichtshof angeklagt werden.
Des Weiteren obliegt dem Landtag die Wahlprüfung und die Wahl des bayerischen Datenschutzbeauftragten.

### Landtagspräsidenten

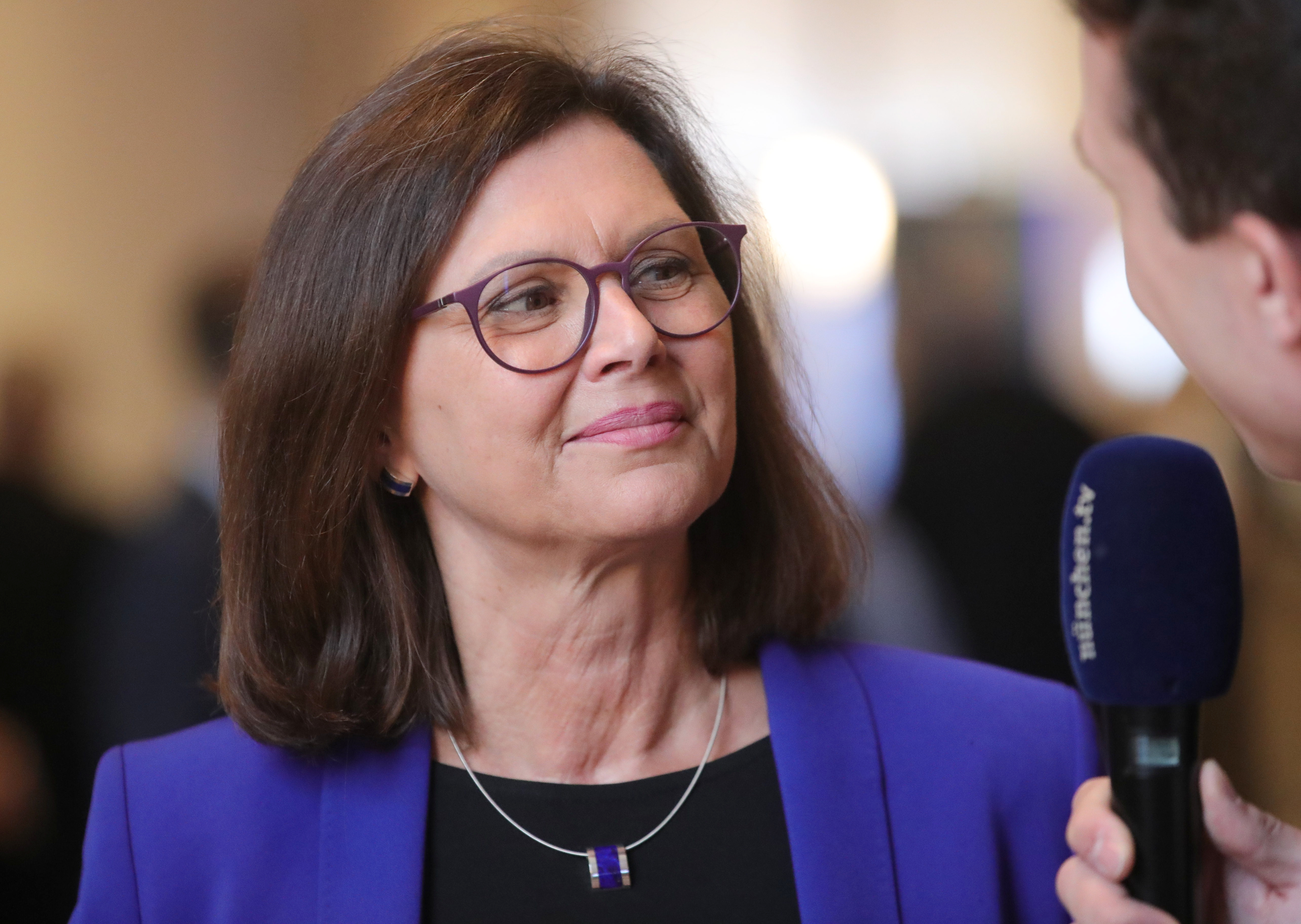
Ilse Aigner (CSU), Präsidentin des Bayerischen Landtags

Der Landtagspräsident wird in der konstituierenden Sitzung nach der Wahl zusammen mit dem Präsidium durch den Landtag gewählt. Der Präsident führt die Geschäfte des Landtags, vertritt den Staat in allen Rechtsgeschäften und Rechtsstreitigkeiten des Landtags. Er übt das Hausrecht und die Polizeigewalt im Landtagsgebäude aus.
Der Präsident leitet die Sitzungen der Vollversammlung, des Präsidiums und des Ältestenrats. Er übt die Dienstaufsicht über die Angehörigen des Landtagsamtes und die Geschäftsstelle des Landesbeauftragten für den Datenschutz aus. Der Landtagspräsident nimmt protokollarisch nach dem Ministerpräsidenten den zweithöchsten Rang im Staat ein. Im Falle eines Rücktritts des Ministerpräsidenten geht bis zur Neuwahl eines Ministerpräsidenten die Vertretung Bayerns nach außen auf den Landtagspräsidenten über. Während dieser Zeit kann der Landtagspräsident vom Landtag nicht abberufen werden (Art. 44 BV).
Gegenwärtige Präsidentin des Landtags ist Ilse Aigner (CSU).

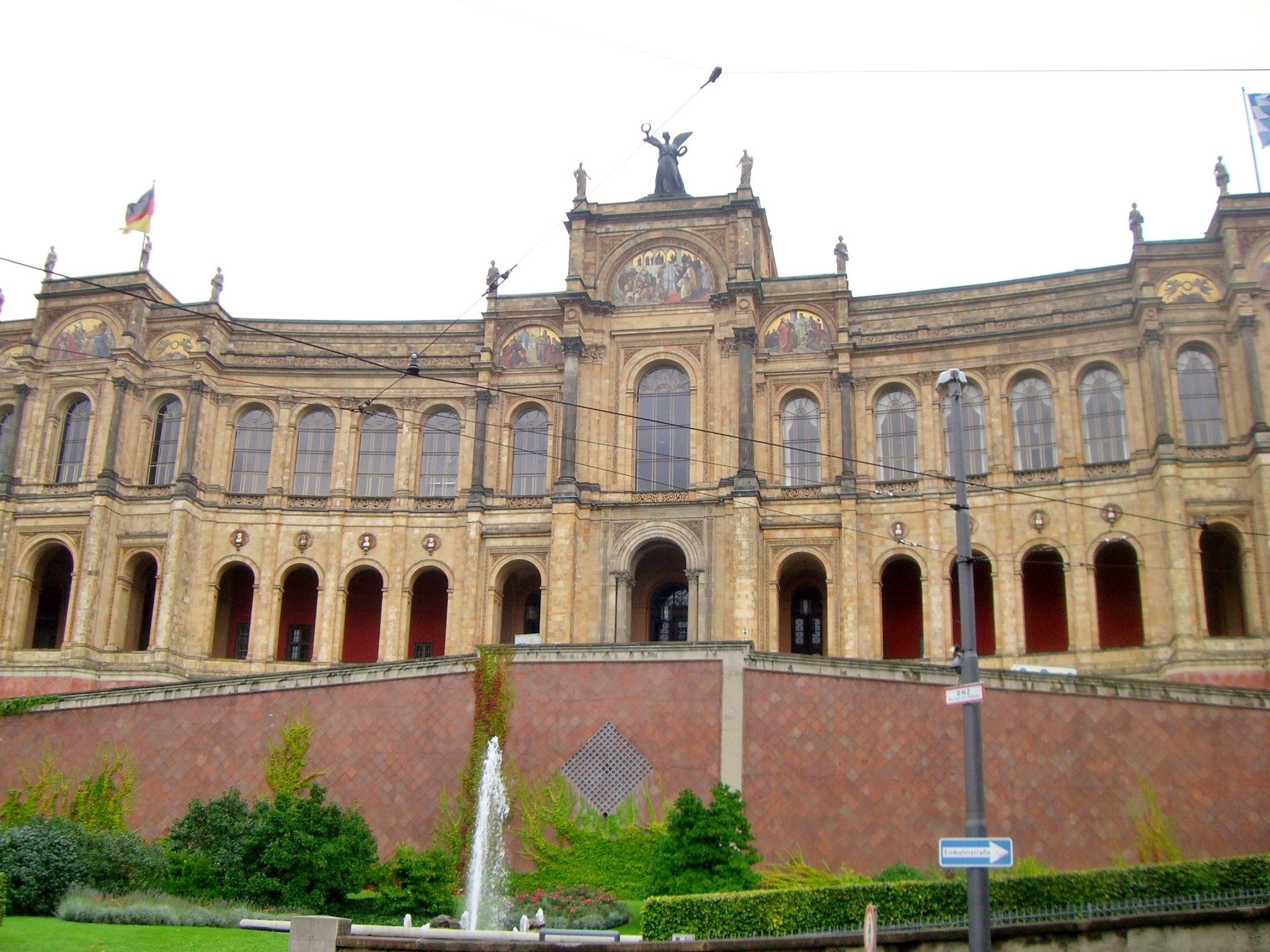
Hauptgebäude des Bayerischen Landtages in München

| Name              | Partei | Amtszeit (Beginn) | Amtszeit (Ende)   |
| ----------------- | ------ | ----------------- | ----------------- |
| Michael Horlacher | CSU    | 16. Dezember 1946 | 8. Februar 1950   |
| Georg Stang       | CSU    | 8. Februar 1950   | 10. Mai 1951      |
| Alois Hundhammer  | CSU    | 19. Juni 1951     | 12. Dezember 1954 |
| Hans Ehard        | CSU    | 13. Dezember 1954 | 26. Januar 1960   |
| Rudolf Hanauer    | CSU    | 27. Januar 1960   | 29. Oktober 1978  |
| Franz Heubl       | CSU    | 30. Oktober 1978  | 23. Oktober 1990  |
| Wilhelm Vorndran  | CSU    | 24. Oktober 1990  | 19. Oktober 1994  |
| Johann Böhm       | CSU    | 20. Oktober 1994  | 5. Oktober 2003   |
| Alois Glück       | CSU    | 6. Oktober 2003   | 19. Oktober 2008  |
| Barbara Stamm     | CSU    | 20. Oktober 2008  | 4. November 2018  |
| Ilse Aigner       | CSU    | 5. November 2018  | amtierend         |

| Name                  | Partei | Amtszeit (Beginn)  | Amtszeit (Ende)   |
| --------------------- | ------ | ------------------ | ----------------- |
| Georg Hagen           | SPD    | 16. Dezember 1946  | 3. Dezember 1950  |
| Hans Högn             | SPD    | 4. Dezember 1950   | 6. Dezember 1962  |
| Wilhelm Hoegner       | SPD    | 7. Dezember 1962   | 2. Dezember 1970  |
| Helmut Rothemund      | SPD    | 3. Dezember 1970   | 11. November 1974 |
| Heinz Rosenbauer      | CSU    | 12. November 1974  | 29. Oktober 1978  |
| Bertold Kamm          | SPD    | 30. Oktober 1978   | 21. Oktober 1986  |
| Siegfried Möslein     | CSU    | 22. Oktober 1986   | 19. Oktober 1994  |
| Karl-Heinz Hiersemann | SPD    | 20. Oktober 1994   | 15. Juli 1998     |
| Helmut Ritzer         | SPD    | 28. September 1998 | 5. Oktober 2003   |
| Barbara Stamm         | CSU    | 6. Oktober 2003    | 19. Oktober 2008  |
| Reinhold Bocklet      | CSU    | 20. Oktober 2008   | 4. November 2018  |
| Karl Freller          | CSU    | 5. November 2018   | 30. Oktober 2023  |
| Tobias Reiß           | CSU    | 30. Oktober 2023   | amtierend         |

| Name                  | Partei | Amtszeit (Beginn)  | Amtszeit (Ende)    |
| --------------------- | ------ | ------------------ | ------------------ |
| Konrad Kübler         | CSU    | 16. Dezember 1946  | 10. Dezember 1950  |
| Jakob Fischbacher     | BP     | 11. Dezember 1950  | 27. November 1953  |
| Georg Bachmann        | CSU    | 27. November 1953  | 12. Dezember 1954  |
| Georg Bantele         | BP     | 13. Dezember 1954  | 3. Dezember 1958   |
| Ernst Riediger        | GDP    | 4. Dezember 1958   | 6. Dezember 1962   |
| Otto Bezold           | FDP    | 7. Dezember 1962   | 1. Dezember 1966   |
| Simon Nüssel          | CSU    | 2. Dezember 1966   | 8. Dezember 1970   |
| Konrad Pöhner         | CSU    | 8. Dezember 1970   | 11. November 1974  |
| Helmut Rothemund      | SPD    | 12. November 1974  | 26. Oktober 1976   |
| Volkmar Gabert        | SPD    | 26. Oktober 1976   | 29. Oktober 1978   |
| Ernst Lechner         | CSU    | 30. Oktober 1978   | 21. Oktober 1986   |
| Helmut Rothemund      | SPD    | 22. Oktober 1986   | 6. Oktober 1992    |
| Karl-Heinz Hiersemann | SPD    | 6. Oktober 1992    | 19. Oktober 1994   |
| Anneliese Fischer     | CSU    | 20. Oktober 1994   | 27. September 1998 |
| Roswitha Riess        | CSU    | 28. September 1998 | 5. Oktober 2003    |
| Peter Paul Gantzer    | SPD    | 6. Oktober 2003    | 15. Dezember 2009  |
| Franz Maget           | SPD    | 16. Dezember 2009  | 6. Oktober 2013    |
| Inge Aures            | SPD    | 7. Oktober 2013    | 4. November 2018   |
| Thomas Gehring        | Grüne  | 5. November 2018   | 30. Oktober 2023   |
| Ludwig Hartmann       | Grüne  | 30. Oktober 2023   | amtierend          |

| Name           | Partei | Amtszeit (Beginn) | Amtszeit (Ende)  |
| -------------- | ------ | ----------------- | ---------------- |
| Peter Meyer    | FW     | 20. Oktober 2008  | 4. November 2018 |
| Alexander Hold | FW     | 5. November 2018  | amtierend        |

| Name            | Partei | Amtszeit (Beginn) | Amtszeit (Ende)  |
| --------------- | ------ | ----------------- | ---------------- |
| Christine Stahl | Grüne  | 20. Oktober 2008  | 6. Oktober 2013  |
| Ulrike Gote     | Grüne  | 7. Oktober 2013   | 4. November 2018 |
| vakant          | AfD    | 5. November 2018  | bis auf Weiteres |

| Name                 | Partei | Amtszeit (Beginn) | Amtszeit (Ende) |
| -------------------- | ------ | ----------------- | --------------- |
| Jörg Rohde           | FDP    | 20. Oktober 2008  | 6. Oktober 2013 |
| Markus Rinderspacher | SPD    | 5. November 2018  | amtierend       |

| Name              | Partei | Amtszeit (Beginn) | Amtszeit (Ende)  |
| ----------------- | ------ | ----------------- | ---------------- |
| Wolfgang Heubisch | FDP    | 5. November 2018  | 30. Oktober 2023 |

## Landtagswahlen
In Bayern stellt jeder Regierungsbezirk (Oberbayern, Niederbayern, Oberpfalz, Oberfranken, Mittelfranken, Unterfranken, Schwaben) einen Wahlkreis dar. Es gibt daher sieben Wahlkreise. Bezogen auf die Wahlkreise entfallen 61 Sitze im Landtag auf Oberbayern (2013: 60, 2008: 58, 2003: 57), 18 Sitze auf Niederbayern, jeweils 16 Sitze auf die Oberpfalz und auf Oberfranken (2008: 17), 24 Sitze auf Mittelfranken (2003: 25), 19 Sitze auf Unterfranken (2013: 20) und 26 Sitze auf Schwaben. Die Wahlkreise wiederum sind in Stimmkreise eingeteilt. Stimmkreise sind die Landkreise und kreisfreien Städte bzw., davon abweichend, „räumlich zusammenhängende Stimmkreise“. Ein Stimmkreis umfasste zur Landtagswahl 2013 rund 125.000 Einwohner (2008: 102.000).

### Landtagswahl 2023
Die Landtagswahl fand am 8. Oktober 2023 statt. Die Liste der Mitglieder für die 19. Wahlperiode gibt eine Übersicht über die gewählten Parlamentarier. Die 19. Wahlperiode begann offiziell am 30. Oktober 2023 mit der konstituierenden Sitzung.

### Landtagswahl 2018
Die Landtagswahl fand am 14. Oktober 2018 statt, die Liste der Mitglieder gibt eine Übersicht über die Parlamentarier. Der Tag der konstituierenden Sitzung – der 5. November 2018 – markiert den Beginn der 18. Wahlperiode. Die Abgeordneten waren (wie seit 1998) für fünf Jahre gewählt (2018–2023).

### Landtagswahl 2013
Bayern wählte am 15. September 2013 ein Landesparlament. In der Liste der Mitglieder des Bayerischen Landtags (17. Wahlperiode) findet man die Zusammensetzung. Die Wahlperiode dauerte fünf Jahre (2013–2018).
Je die Hälfte der 180 Abgeordneten wurde direkt in Stimmkreisen und über Listen in den Wahlkreisen gewählt, 2013 wurden daher 90 Stimmkreisabgeordnete nach dem Mehrheitswahlrecht und 90 Abgeordnete über offene Listen der Parteien nach dem Verhältniswahlrecht bestimmt.

### Vergangene Landtagswahlen
1962 bis 2008 hatte die CSU die absolute Mehrheit im Bayerischen Landtag inne, 2013 war dies letztmals wieder der Fall; bei den Landtagswahlen von 1970 bis 2003 erhielt die CSU stets auch mehr als 50 % der Wählerstimmen – neun Landtagswahlen in Folge, was in der Bundesrepublik keiner Partei in einem anderen Bundesland gelang.

### Fraktionsvorsitzende im Bayerischen Landtag
| Fraktion | Name                 | Im Amt seit              |
| -------- | -------------------- | ------------------------ |
| CSU      | Klaus Holetschek     | 2023                     |
| Grüne    | Katharina Schulze    | 2017                     |
| FW       | Florian Streibl      | 2018                     |
| AfD      | Katrin Ebner-Steiner | 2018 bis 2021, seit 2023 |
| SPD      | Holger Grießhammer   | 2024                     |

## Gremien

### Präsidium
Der Bayerische Landtag wählt aus seiner Mitte das Präsidium, das sich aus der Landtagspräsidentin bzw. dem Landtagspräsidenten, den Vizepräsidentinnen und Vizepräsidenten sowie sieben Schriftführerinnen und Schriftführern zusammensetzt, wobei ab dem vierten Vizepräsidenten jeweils die Funktion eines Schriftführers wahrgenommen wird. Jede Fraktion hat die Möglichkeit, eine Vizepräsidentin oder einen Vizepräsidenten vorzuschlagen. Das Präsidium befasst sich im Rahmen seiner Funktion als Beratungs-, Kontroll- und Beschlussorgan vor allem mit Verwaltungsangelegenheiten, führt die laufenden Geschäfte des Landtags zwischen dessen Tagung und trifft Vorbereitungen zum Haushaltsplan des Landtags.
Derzeit besteht das Präsidium aus neun Mitgliedern:
| Mitglied             | Funktion            | Partei |
| -------------------- | ------------------- | ------ |
| Ilse Aigner          | Landtagspräsidentin | CSU    |
| Tobias Reiß          | I. Vizepräsident    | CSU    |
| Ludwig Hartmann      | II. Vizepräsident   | Grüne  |
| Alexander Hold       | III. Vizepräsident  | FW     |
| vakant               | IV. Vizepräsident   | AfD    |
| Markus Rinderspacher | V. Vizepräsident    | SPD    |
| Gülseren Demirel     | Schriftführerin     | Grüne  |
| Gerhard Hopp         | Schriftführer       | CSU    |
| Angelika Schorer     | Schriftführerin     | CSU    |
| Walter Taubeneder    | Schriftführer       | CSU    |

### Ständige Ausschüsse
Im Folgenden sind die ständigen Ausschüsse des 19. Bayerischen Landtags (2023 bis voraussichtlich 2028) aufgeführt.
Legende:
| Ausschuss                                                          | Vorsitz                         | Mitglieder | CSU | FW | AfD | Grüne | SPD |
| ------------------------------------------------------------------ | ------------------------------- | ---------- | --- | -- | --- | ----- | --- |
| Staatshaushalt und Finanzfragen                                    | Josef Zellmeier                 | 21         | 9   | 4  | 3   | 3     | 2   |
| Verfassung, Recht, Parlamentsfragen und Integration                | Petra Guttenberger              | 14         | 6   | 3  | 2   | 2     | 1   |
| Kommunale Fragen, Innere Sicherheit und Sport                      | Roland Weigert                  | 18         | 8   | 3  | 3   | 3     | 1   |
| Wirtschaft, Landesentwicklung, Energie, Medien und Digitalisierung | Stephanie Schuhknecht           | 21         | 9   | 4  | 3   | 3     | 2   |
| Ernährung, Landwirtschaft, Forsten und Tourismus                   | Petra Högl (stellvertretend)    | 18         | 8   | 3  | 3   | 3     | 1   |
| Arbeit und Soziales, Jugend und Familie                            | Doris Rauscher                  | 14         | 6   | 3  | 2   | 2     | 1   |
| Wissenschaft und Kunst                                             | Michael Piazolo                 | 18         | 8   | 3  | 3   | 3     | 1   |
| Bildung und Kultus                                                 | Ute Eiling-Hütig                | 18         | 8   | 3  | 3   | 3     | 1   |
| Fragen des öffentlichen Dienstes                                   | Martin Brunnhuber               | 14         | 6   | 3  | 2   | 2     | 1   |
| Eingaben und Beschwerden                                           | Gülseren Demirel                | 14         | 6   | 3  | 2   | 2     | 1   |
| Bundes- und Europaangelegenheiten sowie regionale Beziehungen      | Ulrike Müller (stellvertretend) | 14         | 6   | 3  | 2   | 2     | 1   |
| Umwelt und Verbraucherschutz                                       | Alexander Flierl                | 18         | 8   | 3  | 3   | 3     | 1   |
| Gesundheit und Pflege                                              | Bernhard Seidenath              | 18         | 8   | 3  | 3   | 3     | 1   |
| Wohnen, Bau und Verkehr                                            | Jürgen Baumgärtner              | 18         | 8   | 3  | 3   | 3     | 1   |

Im Folgenden sind die ständigen Ausschüsse des 18. Bayerischen Landtags (2018 bis 2023) aufgeführt.
| Ausschuss                                                         | Vorsitz               | Mitglieder | CSU | Grüne | FW | AfD | SPD | FDP |
| ----------------------------------------------------------------- | --------------------- | ---------- | --- | ----- | -- | --- | --- | --- |
| Staatshaushalt und Finanzfragen                                   | Josef Zellmeier       | 22         | 10  | 3     | 3  | 3   | 2   | 1   |
| Verfassung, Recht, Parlamentsfragen und Integration               | Petra Guttenberger    | 14         | 6   | 3     | 2  | 1   | 1   | 1   |
| Kommunale Fragen, Innere Sicherheit und Sport                     | Martin Runge          | 18         | 8   | 3     | 2  | 2   | 2   | 1   |
| Wirtschaft Landesentwicklung, Energie, Medien und Digitalisierung | Sandro Kirchner       | 18         | 8   | 3     | 2  | 2   | 2   | 1   |
| Ernährung, Landwirtschaft und Forsten                             | Leopold Herz          | 18         | 8   | 3     | 2  | 2   | 2   | 1   |
| Arbeit und Soziales, Jugend und Familie                           | Doris Rauscher        | 18         | 8   | 3     | 2  | 2   | 2   | 1   |
| Wissenschaft und Kunst                                            | Robert Brannekämper   | 18         | 8   | 3     | 2  | 2   | 2   | 1   |
| Bildung und Kultus                                                | vakant                | 18         | 8   | 3     | 2  | 2   | 2   | 1   |
| Fragen des öffentlichen Dienstes                                  | Wolfgang Fackler      | 14         | 6   | 3     | 2  | 1   | 1   | 1   |
| Eingaben und Beschwerden                                          | Stephanie Schuhknecht | 14         | 6   | 3     | 2  | 1   | 1   | 1   |
| Bundes- und Europaangelegenheiten sowie regionale Beziehungen     | Tobias Gotthardt      | 14         | 6   | 3     | 2  | 1   | 1   | 1   |
| Umwelt und Verbraucherschutz                                      | Rosi Steinberger      | 18         | 8   | 3     | 2  | 2   | 2   | 1   |
| Gesundheit und Pflege                                             | Bernhard Seidenath    | 18         | 8   | 3     | 2  | 2   | 2   | 1   |
| Wohnen, Bau und Verkehr                                           | Sebastian Körber      | 18         | 8   | 3     | 2  | 2   | 2   | 1   |

Farbig markiert sind die Fraktionen, die im jeweiligen Ausschuss den Vorsitz stellen.
Die Ausschüsse des 17. Bayerischen Landtags (2013–2018) waren wie folgt besetzt:
| Ausschuss                                                                                    | Vorsitz               | Mitglieder | CSU | SPD | FW | Grüne |
| -------------------------------------------------------------------------------------------- | --------------------- | ---------- | --- | --- | -- | ----- |
| Ausschuss für Staatshaushalt und Finanzfragen                                                | Peter Winter          | 21:        | 12  | 5   | 2  | 2     |
| Ausschuss für Verfassung, Recht und Parlamentsfragen                                         | Franz Schindler       | 18:        | 10  | 4   | 2  | 2     |
| Ausschuss für Kommunale Fragen, Innere Sicherheit und Sport                                  | Florian Herrmann      | 18:        | 10  | 4   | 2  | 2     |
| Ausschuss für Wirtschaft und Medien, Infrastruktur, Bau und Verkehr, Energie und Technologie | Erwin Huber           | 18:        | 10  | 4   | 2  | 2     |
| Ausschuss für Ernährung, Landwirtschaft und Forsten                                          | Angelika Schorer      | 18:        | 10  | 4   | 2  | 2     |
| Ausschuss für Arbeit und Soziales, Jugend, Familie und Integration                           | Joachim Unterländer   | 18:        | 10  | 4   | 2  | 2     |
| Ausschuss für Wissenschaft und Kunst                                                         | Michael Piazolo       | 18:        | 10  | 4   | 2  | 2     |
| Ausschuss für Bildung und Kultus                                                             | Martin Güll           | 18:        | 10  | 4   | 2  | 2     |
| Ausschuss für Fragen des öffentlichen Dienstes                                               | Tobias Reiß           | 18:        | 10  | 4   | 2  | 2     |
| Ausschuss für Eingaben und Beschwerden                                                       | Sylvia Stierstorfer   | 18:        | 10  | 4   | 2  | 2     |
| Ausschuss für Bundes- und Europaangelegenheiten sowie regionale Beziehungen                  | Franz Rieger          | 18:        | 10  | 4   | 2  | 2     |
| Ausschuss für Umwelt und Verbraucherschutz                                                   | Christian Magerl      | 18:        | 10  | 4   | 2  | 2     |
| Ausschuss für Gesundheit und Pflege                                                          | Kathrin Sonnenholzner | 18:        | 10  | 4   | 2  | 2     |

Farbig markiert sind die Fraktionen, die im jeweiligen Ausschuss den Vorsitz stellten.

### Weitere aktuelle Ausschüsse und Gremien
| Gremium                                   | Vorsitz                                      | Mitglieder | CSU | FW | AfD | Grüne | SPD |
| ----------------------------------------- | -------------------------------------------- | ---------- | --- | -- | --- | ----- | --- |
| Ältestenrat                               | Ilse Aigner                                  | 19         | 8   | 3  | 3   | 3     | 2   |
| Datenschutzkommission                     | Peter Tomaschko                              | 7          | 3   | 1  | 1   | 1     | 1   |
| G 10-Kommission                           | Steffen Vogel                                | 3          | 1   | 1  | –   | 1     | –   |
| Kinderkommission des Bayerischen Landtags | Melanie Huml                                 | 5          | 1   | 1  | 1   | 1     | 1   |
| Kontrollkommission BayernFonds            | Josef Zellmeier                              | 12         | 5   | 2  | 2   | 2     | 1   |
| Parlamentarisches Kontrollgremium         | Steffen Vogel                                | 6          | 3   | 1  | –   | 1     | 1   |
| Richterinnen- und Richter-Wahl-Kommission | Ilse Aigner                                  | 10         | 5   | 2  | 1   | 1     | 1   |
| Unterausschuss Zukunft Stammstrecke       | Jürgen Baumgärtner                           | 8          | 3   | 2  | 1   | 1     | 1   |
| Zwischenausschuss                         | Vorsitzender wird bei Konstituierung gewählt | –          | –   | –  | –   | –     | –   |

## Geschlechterverteilung der Abgeordneten
Der Gesamtanteil der weiblichen Abgeordneten betrug zu Beginn der 18. Wahlperiode 26,8 Prozent, der Männeranteil 73,2 Prozent. Die Anteile bei den einzelnen Landtagsfraktionen sind sehr unterschiedlich: Die SPD hat mit 50 Prozent den höchsten Frauenanteil in ihrer Fraktion, AfD und FDP mit je 9,1 Prozent den niedrigsten.
Dem Bayerischen Landtag steht seit November 2018 mit Landtagspräsidentin Ilse Aigner (CSU) wieder eine Frau vor. Davor war ab Oktober 2008 Barbara Stamm (CSU) Präsidentin. Unter den Fraktionen haben die Grünen und die AfD jeweils eine Doppelspitze mit je einem Mann und einer Frau. Die Vorsitzenden der anderen Fraktionen sind allesamt männlich.
| Fraktion | Abgeordnete | Frauen | Frauenanteil | Männer | Männeranteil |
| -------- | ----------- | ------ | ------------ | ------ | ------------ |
| CSU      | 85          | 18     | 21,2 %       | 67     | 78,8 %       |
| Grüne    | 38          | 17     | 44,7 %       | 21     | 55,3 %       |
| FW       | 27          | 6      | 22,2 %       | 21     | 77,8 %       |
| AfD      | 22          | 2      | 9,1 %        | 20     | 90,9 %       |
| SPD      | 22          | 11     | 50,0 %       | 11     | 50,0 %       |
| FDP      | 11          | 1      | 9,1 %        | 10     | 90,9 %       |
| Gesamt   | 205         | 55     | 26,8 %       | 150    | 73,2 %       |

(Wo nicht weiter gekennzeichnet, wurden die Zahlen den Veröffentlichungen der Internetseite des Bayerischen Landtages entnommen, die prozentualen Anteile der Fraktionen wurden berechnet.)

## Bayerischer Landtag bei der Europäischen Union
Im Oktober 2010 wurde in der Bayerischen Vertretung bei der Europäischen Union in Brüssel ein Verbindungsbüro des Bayerischen Landtags eingerichtet.

## Kooperationen und Partnerschaften
Der Bayerische Landtag pflegt Kooperationen und Partnerschaften mit den Parlamenten von Kanada, Russland, China, Guangdong (China), Westkap (Südafrika), São Paulo (Brasilien) und mit dem Südtiroler Landtag. Des Weiteren bestehen Partnerschaften und Kooperationen mit National Conference of State Legislatures NCSL, Partnerschaft der Parlamente (PdP), CALRE (Conférence des assemblées législatives régionales d’union européenne) und der Parlamentarier-Konferenz Bodensee.

## Geschichte

### Vorgeschichte

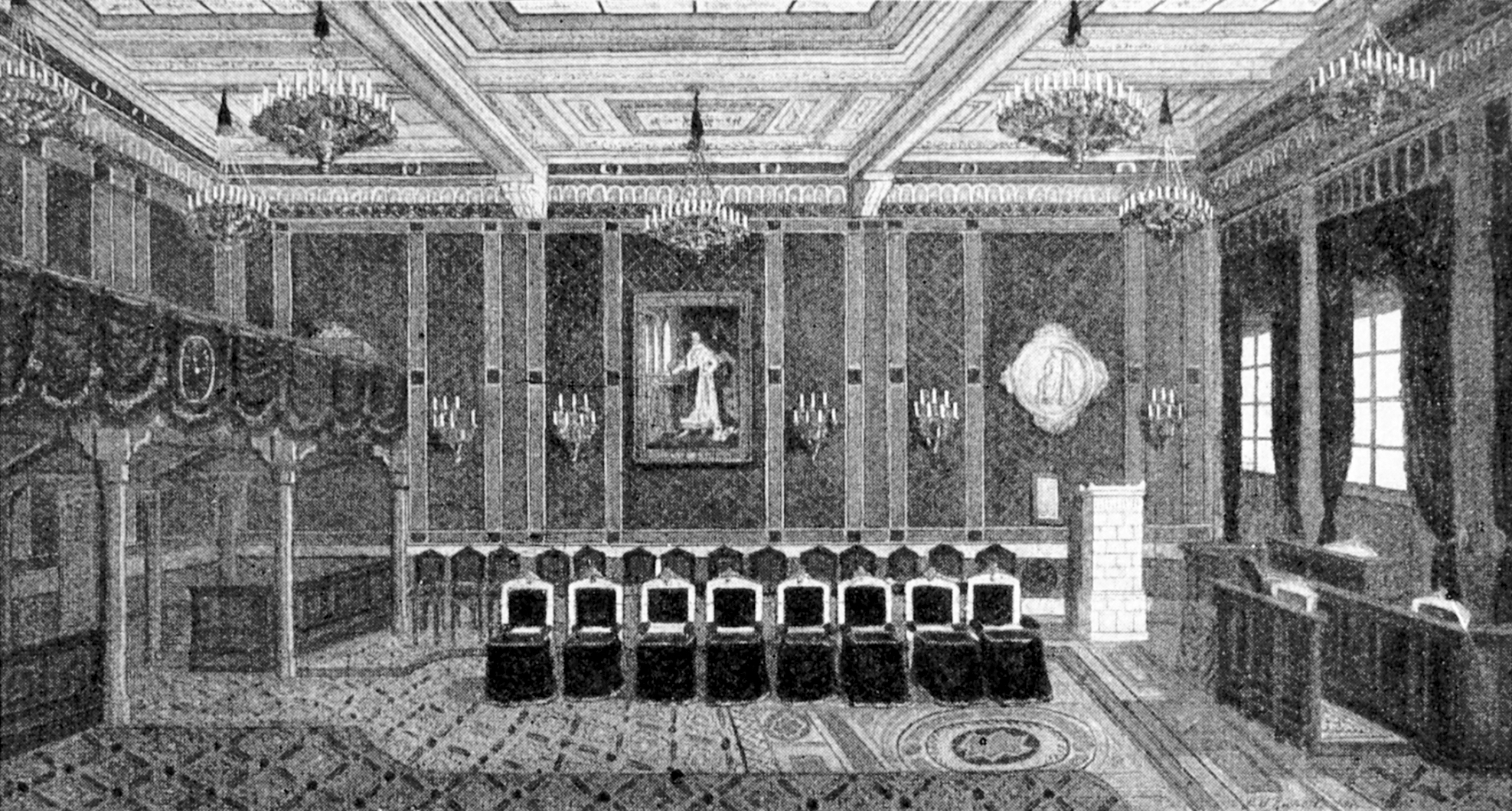
Sitzungssaal der Kammer der Reichsräte

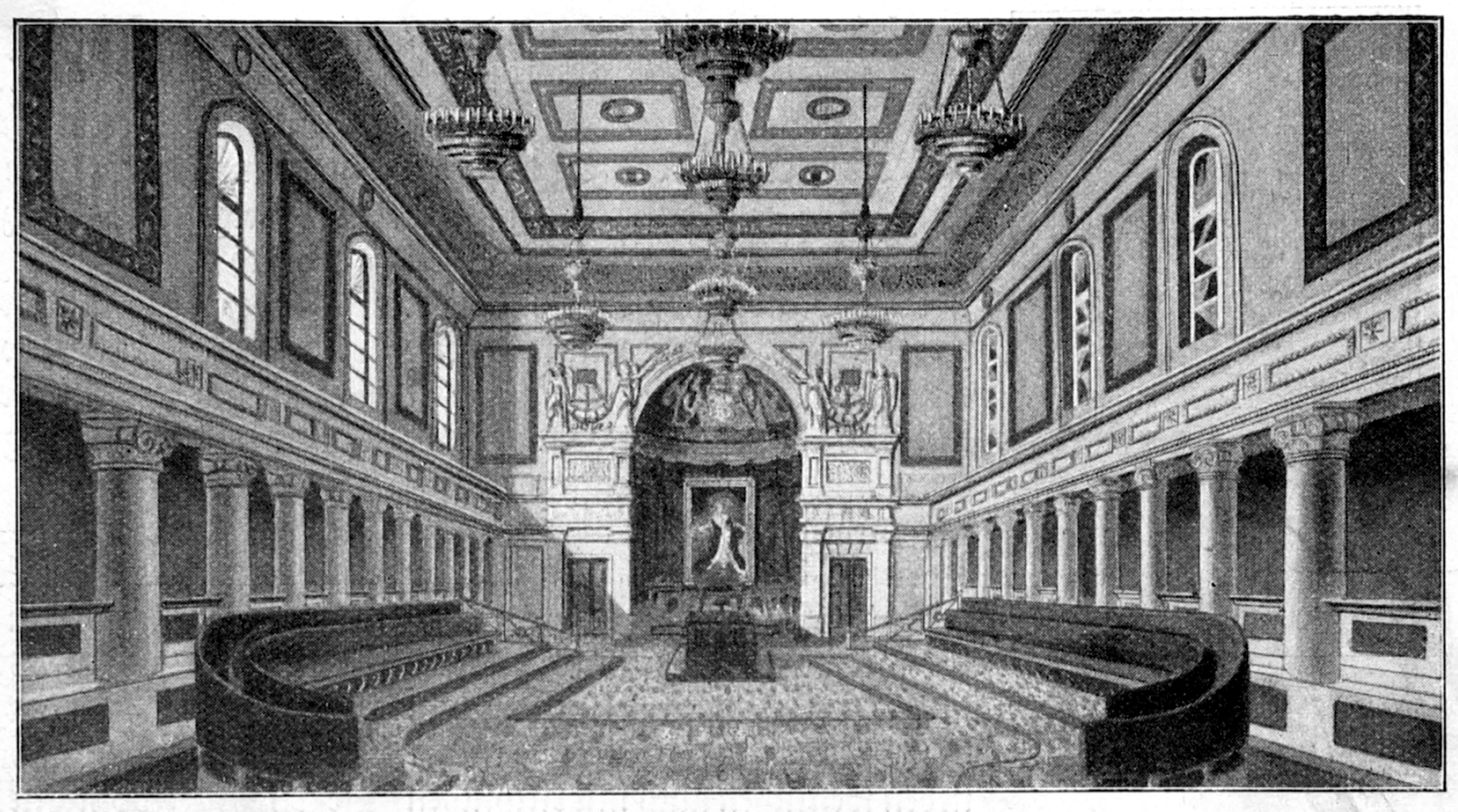
Sitzungssaal der Kammer der Abgeordneten

Bereits 1311 beginnt in Bayern die parlamentarische Geschichte. Die Ottonische Handfeste war die Grundlage für eine ständische Vertretung von Adel, Geistlichkeit und den Städten und Märkten in einer landständischen Vertretung, auch als Landschaft bezeichnet, die zu Landtagen zusammenkam. Diese Landständische Ordnung war zwar Veränderungen unterworfen, galt aber in den Grundzügen bis 1808 als König Max I eine Verfassung erließ, die die alte ständische Ordnung aufhob und eine Volksvertretung vorsah, die aber nie einberufen wurde.
Erst auf Grundlage der Verfassung des Königreichs Bayern von 1818 wurde 1819 wieder ein Parlament eingerichtet. Es bestand in der Zeit des Königreichs Bayern als Bayerische Ständeversammlung (ab 1848 Landtag) aus zwei Kammern: der ersten Kammer, Kammer der Reichsräte, und der zweiten Kammer, Kammer der Abgeordneten. Letztere wurde vorerst nach dem Zensuswahlrecht gewählt und ist die Vorläuferin des heutigen Landtags. 1848 wurde das Klassenwahlrecht abgeschafft.
Nach der Novemberrevolution wurde der Provisorische Nationalrat (1918–1919) eingerichtet. Am 12. Januar (bzw. in der Pfalz am 2. Februar) 1919 fanden dann Landtagswahlen statt. Das gewählte Parlament musste wegen der Räterevolution in München 1919 vorübergehend nach Bamberg ausweichen (Bamberger Verfassung). Im April 1933 tagte der Landtag das vorerst letzte Mal. Am 30. Januar 1934 wurden sämtliche deutschen Länderparlamente durch das Gesetz über den Neuaufbau des Reichs vom 30. Januar 1934 (RGBl. I S. 75) auch formal ersatzlos aufgehoben. Noch 1934 wurde das Landtagsgebäude zum „Haus der Nationalsozialisten“ für deren Gauleitung umgewandelt. Dieses Parlamentsgebäude, in der Prannerstraße 20 (heute 6–8), in dem das bayerische Parlament seit 1819 getagt hatte, wurde 1944 bei einem Bombenangriff zerstört. Es war im 19. Jahrhundert immer wieder erweitert und umgebaut worden.

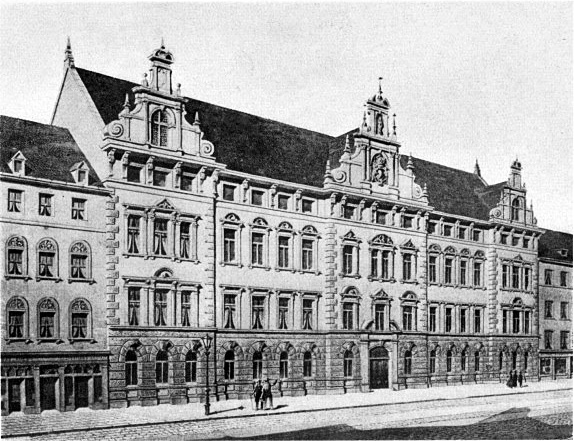
Landtag in der Prannerstraße 20

### Bayerischer Landtag auf Basis der Verfassung von 1946

Das Plenum (alter Plenarsaal)

Nach dem Zusammenbruch der NS-Herrschaft ließ die amerikanische Besatzungsmacht vorerst nur Parteien und demokratische Gremien auf kommunaler Ebene zu. 1946 wurde der demokratische Wiederaufbau auf Landesebene eingeleitet. Am 26. Februar 1946 tagte zunächst ein Beratender Landesausschuss als Vorparlament zum demokratischen Neuanfang. Am 30. Juni 1946 wurde die Verfassungsgebende Landesversammlung vom bayerischen Volk gewählt. Die Wahl des ersten Landtags fand am 1. Dezember 1946 parallel zur Zustimmung zur Verfassung statt. Die neue bayerische Verfassung führte erneut ein Zweikammern-Parlament ein, neben dem Landtag als Volksvertretung gab es den Bayerischen Senat als Ständevertretung. Der Landtag tagte zunächst wie zuvor schon die Verfassunggebende Versammlung in der Großen Aula der Universität und ab dem 28. Mai 1947 im Sophiensaal im Gebäude der Oberfinanzdirektion München in der Sophienstraße 6, am 12. Januar 1949 erstmals im Maximilianeum das seither sein Sitz ist und auch Sitz des Senats war. Auch das Archiv des Bayerischen Landtags und die Landtagsbibliothek wurden dort untergebracht.
In einer Sitzung in der Nacht vom 19. auf den 20. Mai 1949 stimmte der Bayerische Landtag mit 101 zu 63 Stimmen bei neun Enthaltungen gegen das Grundgesetz für die Bundesrepublik Deutschland. Mit ihrer Mehrheit im Landtag lehnte die CSU im Unterschied zur SPD und FDP das Grundgesetz ab. Ministerpräsident Hans Ehard selbst hatte eindringlich vor den zentralistischen Tendenzen des Grundgesetzes gewarnt. Bayern stimmte damit als einziges Bundesland gegen das Grundgesetz, dessen Rechtsverbindlichkeit für Bayern man jedoch in derselben Sitzung im Falle der Annahme in zwei Dritteln der deutschen Länder anerkannte. Tatsächlich erfolgte die Annahme sogar in allen übrigen zehn Länderparlamenten.
Durch ein von der ödp initiiertes Volksbegehren wurde zum 31. Dezember 1999 die zweite Kammer – der bayerische Senat – abgeschafft.

## Befriedeter Bezirk
Zwecks Gewährleistung der Arbeitsfähigkeit des Parlaments besteht gem. Art. 17 Bayerisches Versammlungsgesetz ein Befriedeter Bezirk („Bannmeile“). Damit ist es generell untersagt, dass in dessen Umgebung Versammlungen unter freiem Himmel stattfinden.